# ゾフィー・エレオノーレ・フォン・ザクセン

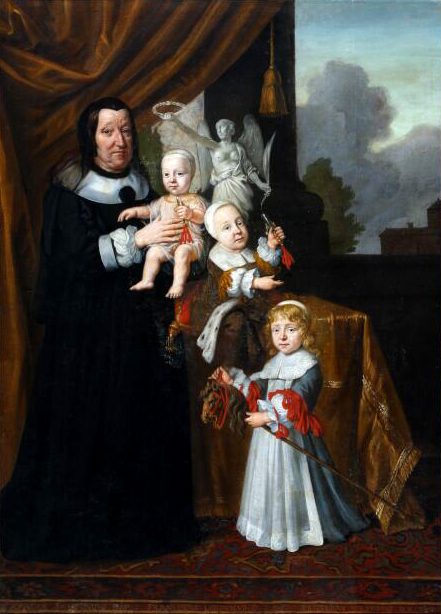
ゾフィー・エレオノーレと外孫のプファルツ選帝侯子たち、ヨハン・シュピールベルク（Johan Spilberg）画、1667年

ゾフィー・エレオノーレ・フォン・ザクセン（Sophie Eleonore von Sachsen, 1609年11月23日 - 1671年6月2日）は、ドイツのザクセン選帝侯家（アルベルティン家）の公女で、ヘッセン＝ダルムシュタット方伯ゲオルク2世の妻。

## 生涯
ザクセン選帝侯ヨハン・ゲオルク1世とその2番目の妻でプロイセン公アルブレヒト・フリードリヒの娘マグダレーナ・ジビュレの間の第1子、長女として生まれた。
1627年7月1日にトルガウのハルテンフェルス城（Schloss Hartenfels）において、ゲオルク2世と結婚した。当時は三十年戦争中で困難な時代だったにも拘わらず、有力諸侯を縁組によって結びつけるこの結婚式は盛大に祝われた。この婚礼ではドレスデン宮廷楽長ハインリヒ・シュッツによる史上最初のドイツ語オペラ・悲喜劇『ダフネ』の初演が行われた。この婚礼でのオペラ上演は、ヨーロッパの王侯たちの間に祝祭や記念行事に音楽のイベントを採り入れる慣習を広める役割を果たした。
ゲオルク2世には、ゾフィー・エレオノーレとの結婚によって、妻の従姉マリア・エレオノーラの夫であるスウェーデン王グスタフ・アドルフの領内への侵略を防ごうという目論見があった。この目論見は成功し、グスタフ・アドルフはヘッセン＝ダルムシュタット方伯領を中立邦と見なして攻撃を差し控えた。
ゾフィー・エレオノーレは方伯夫人として、ダルムシュタット邦立図書館（現在のダルムシュタット大学・州立図書館(Universitäts- und Landesbibliothek Darmstadt)）の蔵書の収集に大きく貢献した。

## 子女
夫との間に3男12女の計15人（うち娘1人は死産）の子女をもうけた。
- ルートヴィヒ6世（1630年 - 1678年） - ヘッセン＝ダルムシュタット方伯
- マグダレーナ・ジビュラ（1631年 - 1651年）
- ゲオルク（1632年 - 1676年） - ヘッセン＝イッター方伯
- ゾフィー・エレオノーレ（1634年 - 1663年） - 1650年、ヘッセン＝ホンブルク方伯ヴィルヘルム・クリストフと結婚
- エリーザベト・アマーリア（1635年 - 1709年） - 1653年、プファルツ選帝侯フィリップ・ヴィルヘルムと結婚
- ルイーゼ・クリスティーネ（1636年 - 1697年） - 1665年、シュトルベルク伯クリストフ・ルートヴィヒ1世と結婚
- アンナ・マリア（1637年）
- アンナ・ゾフィア（1638年 - 1683年） - クヴェトリンブルク女子修道院長
- アマーリエ・ユリアーネ（1639年）
- ヘンリエッテ・ドロテア（1641年 - 1672年） - 1667年、ヴァルデック＝ピルモント伯ヨハン2世と結婚
- ヨハン（1643年）
- アウグステ・フィリッピーネ（1643年 - 1672年）
- アグネス（1645年）
- マリー・ヘートヴィヒ（1647年 - 1680年） - 1671年、ザクセン＝マイニンゲン公ベルンハルト1世と結婚